# Husillos
Husillos ist ein nordspanisches Dorf und Hauptort einer Gemeinde (municipio) mit 393 Einwohnern (Stand: 2024) in der Provinz Palencia in der Autonomen Gemeinschaft Kastilien-León.

## Lage und Klima
Husillos liegt in der Region Tierra de Campos auf der kastilischen Hochebene in einer Höhe von ca. 790 m am Río Carrión. Die Provinzhauptstadt Palencia befindet sich mit ihrem Stadtzentrum etwa acht Kilometer (Fahrtstrecke) südlich.
Das Klima im Winter ist durchaus kalt, im Sommer dagegen warm bis heiß; die eher spärlichen Regenfälle (ca. 491 mm/Jahr) fallen überwiegend im Winterhalbjahr.

## Bevölkerungsentwicklung
| Jahr      | 1970 | 1981 | 1991 | 2001 | 2011 | 2021 |
| Einwohner | 309  | 257  | 218  | 228  | 251  | 358  |

## Sehenswürdigkeiten
- Kirche Mariä Himmelfahrt der früheren Abtei Santa María de la Dehesa Brava
- Christuskapelle

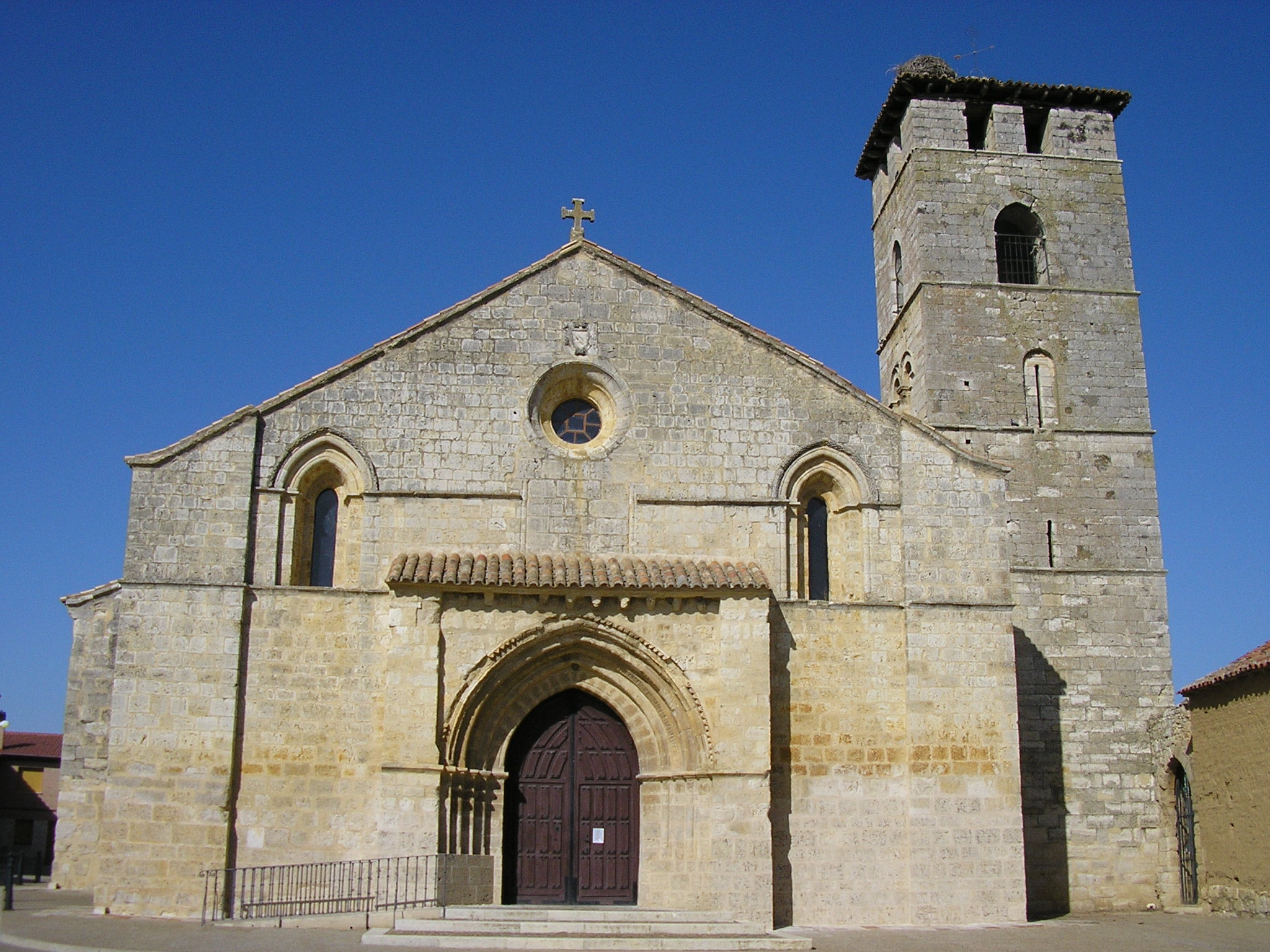
Kirche Mariä Himmelfahrt
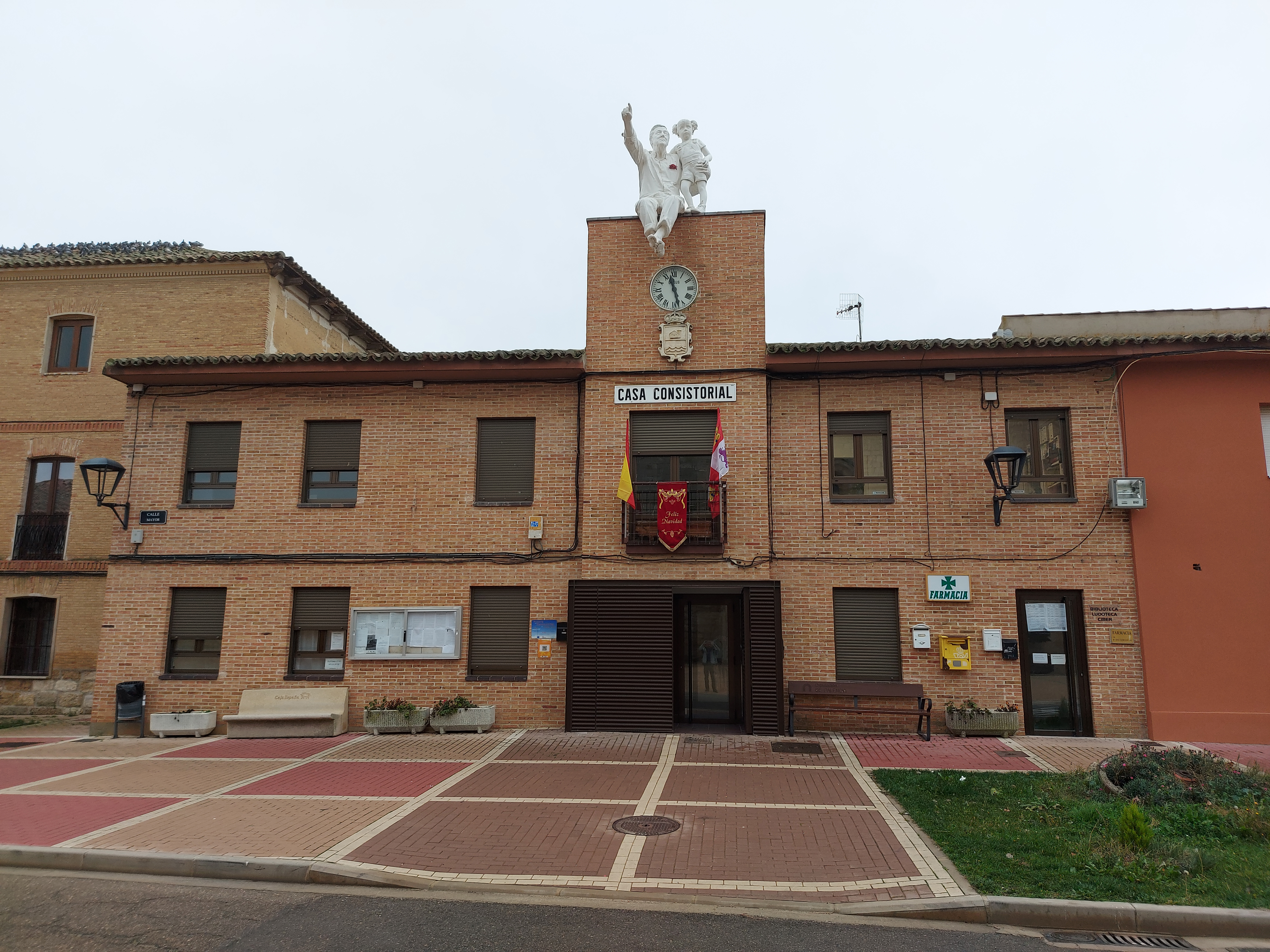
Rathaus